# Американский милкшейк
Американский милкшейк (англ. American Milkshake) — американская чёрная комедия 2013 года, написанная, спродюсированная и снятая Дэвидом Андалманом и Марико Манро, в главных ролях — Тайлер Росс, Шарика Эппс, Джорджия Форд, Эшан Бэй, Лео Фицпатрик и Дэнни Берштейн. 

## Сюжет
В середине 1990-х годов Джоли Джолсон, белый старшеклассник (правнук исполнителя блэкфейса Эла Джолсона), хочет попасть в баскетбольную команду, потому что думает, что это приблизит его к тому единственному, кем он не является: к чернокожему. Его афроамериканская подруга Генриетта беременна от другого мужчины и имеет сомнительное прошлое, включая появление в интимном видео. Джоли попадает в баскетбольную команду благодаря крупному пожертвованию своего обеспеченного отца и в итоге встречается с одной из участниц команды поддержки и случайно делает её беременной.

## В ролях
- Тайлер Росс[англ.] — Джоли
- Шарика Эппс — Генриетта
- Джорджия Форд — Кристина
- Лео Фицпатрик — мистер Маккарти
- Эшан Бэй — Харун
- Дэнни Берштейн[англ.] — тренер
- Нури Хаззард — Ариус
- Анна Фридман — Жанетт

## Выпуск
Премьера фильма состоялась на кинофестивале «Сандэнс» 20 января 2013 года, и он был продан компаниям Phase 4 Films и Kevin Smith Movie Club для показа в кинотеатрах и релиза в одно и то же время, а также получил премию продюсера на фестивале US in Progress.

## Критика
На Rotten Tomatoes рейтинг фильма составляет 0% на основе отзывов 7 критиков, а средняя оценка — 3,9/10. На Metacritic фильм имеет оценку 30 из 100 на основе 5 рецензий, что означает «в целом неблагоприятные отзывы».